# Никифоров-Денисов, Николай Александрович
Николай Александрович Никифоров-Денисов (4 декабря 1914, Баку — 13 января 1990, Москва) — советский спортивный деятель.

## Биография
Родился в 1914 году в Зюйдостовом Култуке, Баку. Член КПСС.
Участник Великой Отечественной войны.
С 1946 года — на хозяйственной, общественной и политической работе. В 1946—1990 годы — председатель ЦС ДСО «Трудовые резервы», председатель Федерации бокса СССР, член Исполкома, вице-президент АИБА, президент Европейского континентального бюро АИБА, президент ЕАБА, президент АИБА, почетный пожизненный президент АИБА.
Кубком имени Никифорова-Денисова награждается лучший боксёр Чемпионата Европы по боксу.
Умер в Москве в 1990 году.

## Награды
- орден Трудового Красного Знамени (27.04.1957) — «за успехи, достигнутые в деле развития массового физкультурного движения в стране, повышения мастерства советских спортсменов, и успешное выступление на международных соревнованиях»